# TKS-D
TKS-D – prototyp działa samobieżnego - niszczyciela czołgów konstrukcji polskiej z okresu przed II wojną światową.

## Historia
W lutym 1936 Biuro Badań Technicznych Broni Pancernych rozpoczęło studia nad konstrukcją ciągnika artyleryjskiego, zdolnego do przewożenia armaty przeciwpancernej Bofors kal. 37 mm. Konstrukcja pojazdu miała także umożliwiać prowadzenie ognia z przewożonego na nim działa. Wóz był znany pod oznaczeniem TKS-D lub „czołgowa laweta działka piechoty Bofors 37 mm”.
Prace projektowe prowadził zespół pod kierunkiem inż. R. Gundlacha. Konstrukcję nowego pojazdu oparto na podwoziu ciągnika artyleryjskiego C2P ze sprzęgłami bocznymi.
W kwietniu 1937 ukończono budowę dwóch prototypów. Wzięły one udział w walkach podczas kampanii wrześniowej w składzie Dywizjonu Rozpoznawczego 10 Brygady Kawalerii (zmotoryzowanej) i zostały podczas nich zniszczone. Potwierdzają to relacje spisane przez oficerów dywizjonu rozpoznawczego tej brygady, z których wynika, że wozy te walczyły w składzie plutonu przeciwpancernego tego dywizjonu.